# هيروشي إناجاكي
هيروشي إيناغاكي (باليابانية: 稲垣浩)، (30 ديسمبر 1905 - 21 مايو 1980) هو مخرج ياباني اشتهر بثلاثية الساموراي من بطولة توشيرو ميفوني. ترشح لجائزة لجنة التحكيم من مهرجان كان في عام 1958عن فيلم رجل العربة بطولة توشيرو ميفوني وأيضاً فاز بالأسد الذهبي لنفس الفيلم، أخرج العديد من الأفلام ولكنها فقدت وظل منها 12 فيلماً من عام 1952 حتى عام 1970.

## نبذة
وُلد إيناغاكي في طوكيو، وظهر على خشبة المسرح في طفولته قبل أن ينضم إلى استوديو نيكاتسو كممثل في عام 1922. ولرغبته في أن يصبح مخرجًا، انضم إلى شيزو للإنتاج للمخرج شيزو كاتاوكا وعمل كمخرج لأول مرة في فيلم تينكا تايهيكي (1928). وشارك في مجموعة ناريتاكي المكونة من مخرجين شباب أمثال ساداو ياماناكا و فوجي ياهيرو الذي كتب سيناريو تعاوني تحت اسم «كينباتشي كاجيوارا». ومثل الآخرين في المجموعة، اشتهر إيناغاكي بأفلام الساموراي المرحة والذكية. انتقل إيناغاكي لاحقًا إلى دايي ثم توهو، حيث صنع أعمالا دقيقة تصور مشاعر الأطفال. كما أنتج العديد من الأفلام وكتب سيناريوهات لعشرات الأفلام الأخرى.[بحاجة لمصدر]
تم اختيار فيلمه (رجل العربة، 1958) ليكون ثامن أفضل فيلم ياباني على الإطلاق في استطلاع أجري في عام 1989 للنقاد وصانعي الأفلام اليابانيين. وفاز فيلم رجل العربة، بجائزة الأسد الذهبي في مهرجان البندقية السينمائي في ذلك العام. ترشح فيلمه الساموراي الأول: موساشي مياموتو إلى جائزة الأوسكار لأفضل فيلم بلغة أجنبية.[بحاجة لمصدر]

## أفلامه
هذه قائمة أفلامه المتبقية:
| ر  | اسم الفيلم                              | سنة الإنتاج | بطولة                           |
| -- | --------------------------------------- | ----------- | ------------------------------- |
| 1  | Sword for Hire                          | 1952        | توشيرو ميفوني وتاكاشي شيمورا    |
| 2  | Samurai I: Musashi Miyamoto             | 1954        | توشيرو ميفوني وكاورو ياتشيجوسا  |
| 3  | Samurai II: Duel at Ichijoji Temple     | 1955        | توشيرو ميفوني وكوچى تسوروتا     |
| 4  | Samurai III: Duel at Ganryu Island      | 1956        | توشيرو ميفوني وكوچى تسوروتا     |
| 5  | Yagyu Secret Scrolls                    | 1957        | توشيرو ميفوني ويوشيكو جوكا      |
| 6  | Rickshaw Man                            | 1958        | توشيرو ميفوني وهيديكو تاكامين   |
| 7  | The Three Treasures                     | 1959        | توشيرو ميفوني وتاكاشي شيمورا    |
| 8  | Life of an Expert Swordsman             | 1959        | توشيرو ميفوني وتسوكاسا          |
| 9  | The Story of Osaka Castle               | 1961        | توشيرو ميفوني وكيوكو كاغاوا     |
| 10 | Chūshingura: Hana no Maki, Yuki no Maki | 1962        | توشيرو ميفوني وتاكاشي شيمورا    |
| 11 | Whirlwind                               | 1964        | توشيرو ميفوني ويوريكو هوشي      |
| 12 | Rise Against the Sword                  | 1966        | توشيرو ميفوني ونوبوكو أوتوا     |
| 13 | Samurai Banners                         | 1969        | توشيرو ميفوني ويوشيكو سكوما     |
| 14 | Machibuse                               | 1970        | توشيرو ميفوني وياوچيرو ايشيهارا |

## وصلات خارجية
- هيروشي إناجاكي على imdb